# Xanthoria
Xanthoria és una gènere liquenitzat de fongs ascomicots de l'ordre dels lecanorals (Lecanorales), família Telochistaceae. Té una distribució molt àmplia, i se'n poden trobar espècies a tots els continents del món, a excepció de les zones polars. El fotobiont (alga simbiont) associat al gènere Xanthoria és sempre una alga del gènere Trebouxia.

## Característiques
Les espècies d'aquest gènere presenten una coloració groguenca o ataronjada (normalment els apotecis són d'un color molt semblant al del tal·lus, però més intens). Aquesta coloració és deguda a una substància anomenada parietina, que té com a funció principal protegir les algues de la radiació solar excessiva. Presenten espores polariloculars i és comú trobar-hi picnidis, però la quantitat varia segons l'espècie.
Un tret distintiu usat per reconèixer el gènere Xanthoria és la coloració púrpura que prenen el tal·lus dels líquens d'aquest gènere en aplicar-hi una solució aquosa d'hidròxid de potassi (conegut com el test químic "K" en liquenologia). Això és degut a la reacció entre la parietina, una substància present en tot el gènere Xanthoria, i l'hidròxid de potassi.
El reconeixement a simple vista de les diferents espècies d'aquest gènere és dificultós, amb l'excepció d'alguns casos, com Xanthoria parietina o Xanthoria polycarpa.

## Història natural
Mostren preferència pels espais oberts i rics en nutrients. Aquest gènere de líquens es troba normalment sobre roques (epilític) i arbres (epífit), i té el tal·lus de biotipus foliaci.

## Llista d'espècies[2]

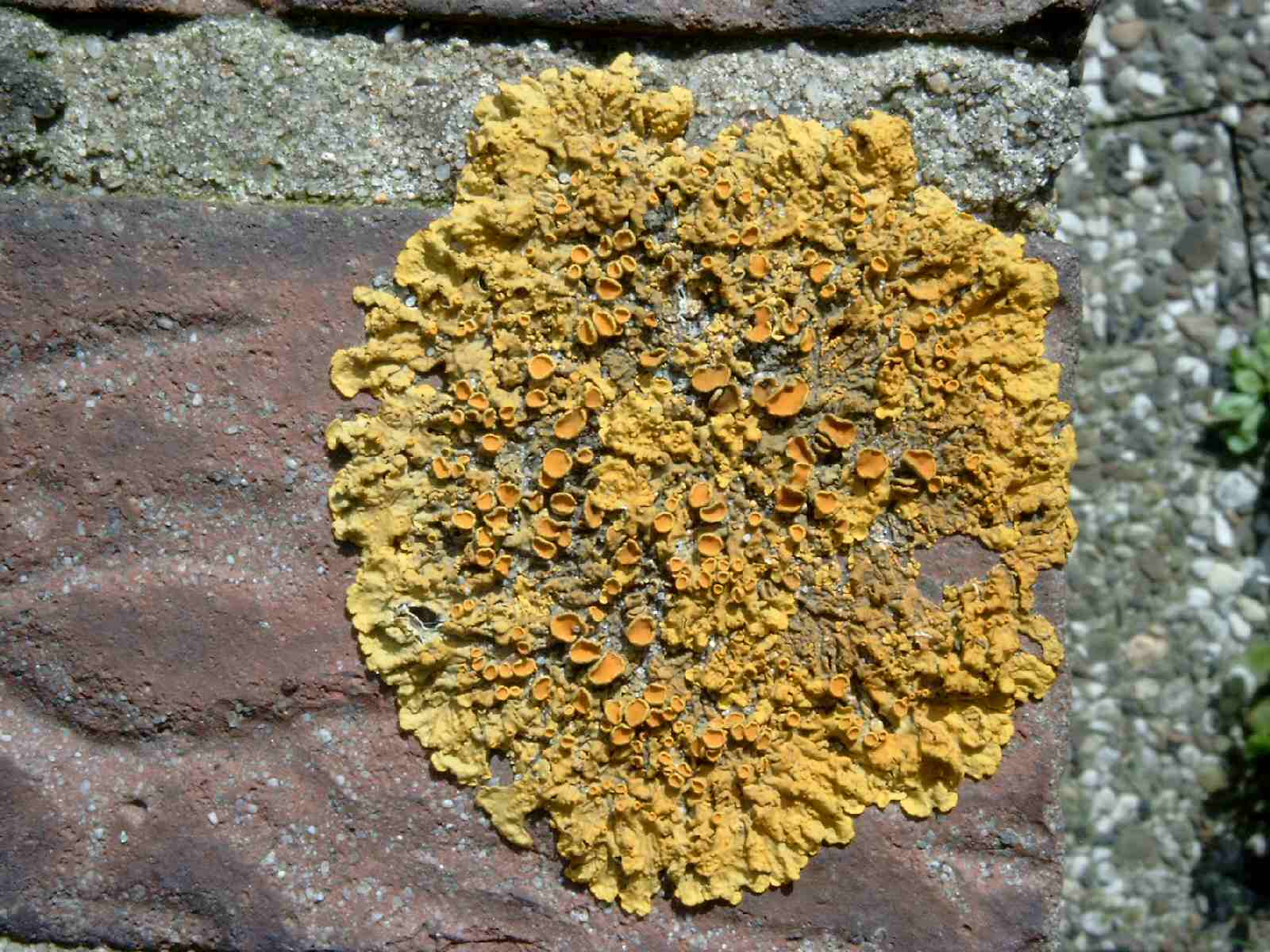
Xanthoria parietina

Diverses espècies d'aquest gènere es poden trobar a Catalunya, com Xanthoria parietina, Xanthoria elegans o Xanthoria calcicola.
- Xantoria alaskana
- Xanthoria ascendens
- Xanthoria aureola
- Xanthoria calcicola
- Xanthoria candelaria
- Xanthoria ectaneoides
- Xanthoria elegans
- Xanthoria hirusta
- Xanthoria microspora
- Xanthoria papillifera
- Xanthoria parietina
- Xanthoria polycarpa
- Xanthoria sorediata
- Xanthoria tenax
- Xanthoria tenuiloba
- Xanthoria ucrainica